# شاهزاده‌نشینان متحد
شاهزاده‌نشینان متحد مولداوی و والاچیا که با نام شاهزاده‌نشینان متحد رومانی نیز شناخته می‌شود، نام اداری رومانی به دنبال انتخابات ۱۸۵۹ میلادی بود که به انتخاب الکساندر یوهان کوزا به فرمانروایی دو شاهزاده‌نشین مذکور انجامید. در ۲۴ ژانویه ۱۸۶۲ میلادی، شاهزاده‌نشینان مولداوی و والاچیا رسماً با هم ادغام شدند. بعداً این دو شاهزاده‌نشین در کنار ترانسیلوانی، دولت-ملت رومانی را تشکیل دادند. یک قانون اساسی جدید در ۱۸۶۶ میلادی باعث تغییر این نام به رومانی شد و در ۱۴ مارس ۱۸۸۱، این سرزمین به پادشاهی رومانی تبدیل گردید.
این شاهزاده‌نشین خراج‌گذار ِ امپراتوری ِ عثمانی بود.
سرزمینی که امروزه بنام رومانی معروف است ابتدا داچیا نامیده می شد. عمده ساکنان آن از منطقه تراچ در یونان بودند که یونانیها آنها را بنام گتای می شناختند. بین سالهای 101 تا 106 میلادی سرزمین داچیا توسط ترایان، امپراطور روم، فتح و تبدیل به یکی از استانهای این امپراطوری شد. در سال 270 میلادی امپراطوری روم نیروهای خود را از داچیا عقب کشید اما تعدادی از رومیها ترجیح دادند در این منطقه بمانند، لذا تحت نفوذ رومیها مردم داچیا زبان لاتین را انتخاب کردند. در طی هزار سال پس از آن این منطقه مورد هجوم هونها، اسلاوها و بلغارها قرار گرفت. اسلاوها در قرن چهارم مسیحیت را به این منطقه آوردند و با اقامت در رومانی و مبادرت به ازدواج با ساکنان داچیا موازنه نژادی قبلی در داچیا را متحول نمودند. بتدریج اسلاوها تبدیل به یک گروه نژادی قوی شده و به ولاحها معروف شدند. در قرن نهم میلادی بلغارها ساختار شرقی مذهب ارتدوکس را در این منطقه رواج دادند.